# قائمة أطول أنهار المكسيك

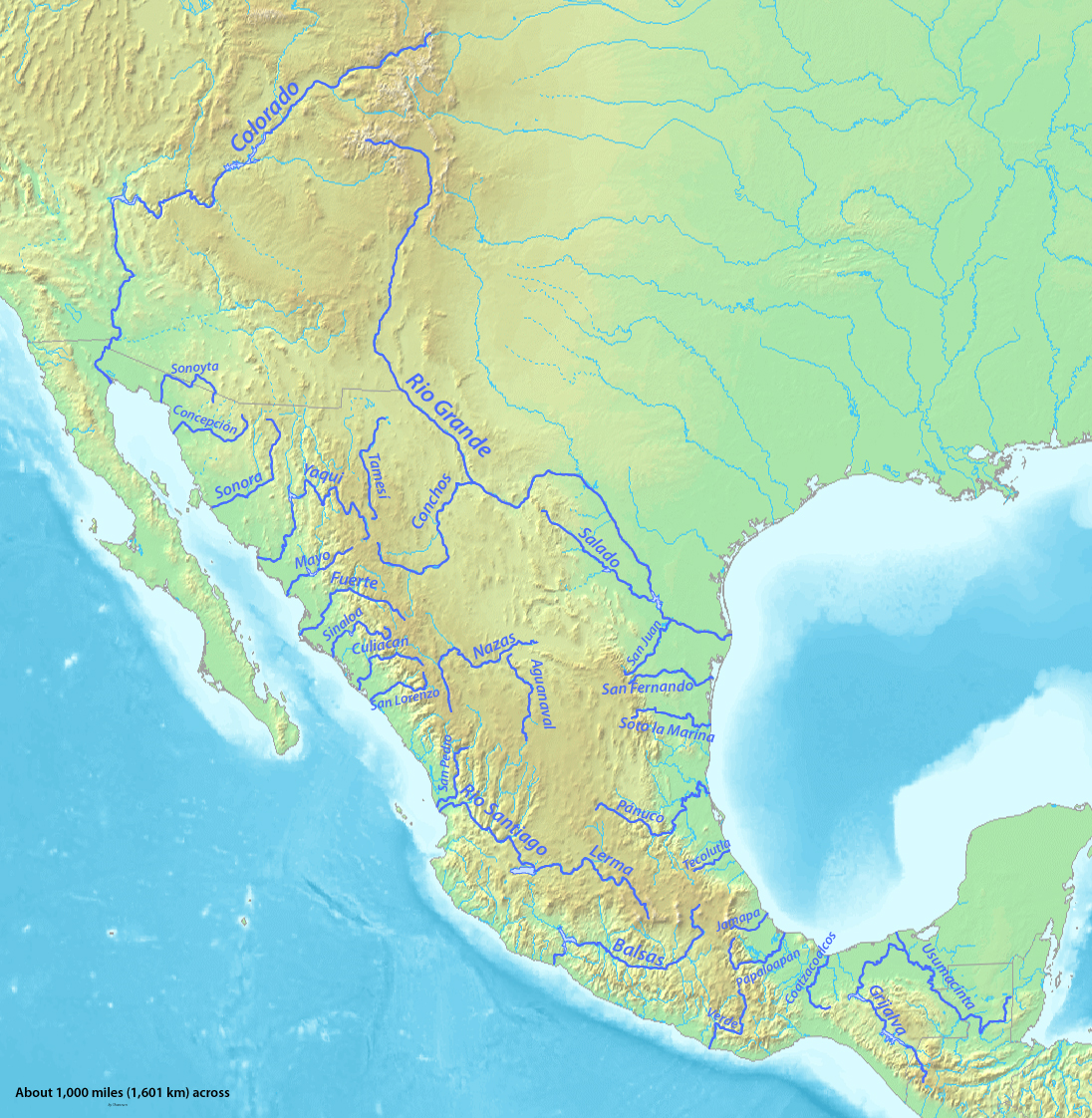
خارطة تبين أهم أنهار المكسيك

تتضمن قائمة أطول أنهار المكسيك 26 نهراً لا يقل طولها عن 250 كم. في بعض الحالات كنهر كولورادو، الأطوال المدرجة في الجدول تتضمن النهر الأساسي دون روافده أو تفرعاته. في حالة نهرغريخالفا ونهر أوسوماسينتا، الطول المدرج هو مجموع أطوال نظاميّ النهرين الذين يتشاركان دلتا. في حالة نهر نازاس ونهر أغوانافال، أدرجت الأطوال المجمّعة للأنهار المنفصلة التي تتدفق إلى نفس الحوض المغلق.
تعبر ثلاثة من هذه الأنهار الحدود الدولية أو تشكّلها، وهي نهر كولورادو ونهر ريو غراندي الذي يبدأ من الولايات المتحدة ويتدفق نحو المكسيك، أما نهر أوزوماسينتا فيبدأ من غواتيمالا ويتدفق نحو المكسيك.
المصدر الأساسي لمعلومات الطول والمجمع المائي وجريان المياه السطحية في الجدول هو الإصدار العاشر من «إحصائيات المياه في المكسيك» الذي نشرته اللجنة الوطنية للمياه في المكسيك. الولايات الأمريكية وإدارات غواتيمالا تظهر بخط مائل في عمود «الولاية».
| النهر ليس في المكسيك بأكمله.         |
| المجمع المائي ليس في المكسيك بأكمله. |

| #  | النهر                                         | المصبّ                                                            | الطول             | Watershed المساحة           | الجريان السطحي السنوي                | الولايات                                                                              | صورة                                                                                 |
| -- | --------------------------------------------- | ---------------------------------------------------------------- | ----------------- | --------------------------- | ------------------------------------ | ------------------------------------------------------------------------------------- | ------------------------------------------------------------------------------------ |
| 1  | ريو غراندي (ريو برافو ديل نورتي أو ريو برافو) | خليج المكسيك 25°57′22″N 97°08′43″W / 25.95611°N 97.14528°W       | 3٬108كم 1,931 ميل | 466٬939كم2 · 180,286 ميل2 · | 6٬090;x;106؛ م3 2.15;x;1011 قدم3     | كولورادو، نيومكسيكو، تكساس، ولاية شيواوا، كواويلا، ولاية نويفو ليون، ولاية تاماوليباس |                                                                                      |
| 2  | نهر كولورادو                                  | خليج كاليفورنيا 31°48′57″N 114°48′22″W / 31.81583°N 114.80611°W  | 2٬337كم 1,452 ميل | 630٬783كم2 · 243,547 ميل2 · | 17٬898;x;106؛ م3 6.321;x;1011 قدم3   | كولورادو، يوتا، أريزونا، نيفادا، كاليفورنيا، ولاية سونورا، ولاية باها كاليفورنيا      |                                                                                      |
| 3  | غريخالفا–نهر أوسوماسينتا                      | خليج كامبيشي 18°35′20″N 92°41′20″W / 18.58889°N 92.68889°W       | 1٬911كم 1,187 ميل | 128٬390كم2 · 49,570 ميل2 ·  | 115٬536;x;106؛ م3 4.0801;x;1012 قدم3 | بيتين (غواتيمالا)، تشياباس، تاباسكو                                                   | Boats line the near shore of a mile-sized river in a forest.                         |
| 4  | نهر نازاس، نهر أغوانافال                      | بولسون دي مابيمي 25°12′00″N 104°12′00″W / 25.20000°N 104.20000°W | 1٬081كم 672 ميل   | 89٬239كم2 34,455 ميل2       | 1٬912;x;106؛ م3 6.75;x;1010 قدم3     | ولاية دورانغو، ولاية زاكاتيكاس، كواويلا                                               |                                                                                      |
| 5  | نهر كولياكان                                  | المحيط الهادئ 24°29′32″N 107°43′55″W / 24.49222°N 107.73194°W    | 875كم 544 ميل     | 15٬731كم2 6,074 ميل2        | 3٬161;x;106؛ م3 1.116;x;1011 قدم3    | ولاية سينالوا                                                                         | A medium-sized river seen from a bridge with a metal railing.                        |
| 6  | نهر بالساس                                    | المحيط الهادئ 17°56′22″N 102°08′14″W / 17.93944°N 102.13722°W    | 770كم 478 ميل     | 117٬406كم2 45,331 ميل2      | 16٬587;x;106؛ م3 5.858;x;1011 قدم3   | ولاية بويبلا، ولاية موريلوس، ميتشواكان، ولاية غيريرو                                  | A wide flat river flows between tree-lined banks. Jagged hills rise in the distance. |
| 7  | نهر ليرما                                     | Lake Chapala 20°15′00″N 103°00′00″W / 20.25000°N 103.00000°W     | 708كم 440 ميل     | 47٬116كم2 18,192 ميل2       | 4٬742;x;106؛ م3 1.675;x;1011 قدم3    | ولاية مكسيكو، ولاية كويريتارو، ميتشواكان، ولاية غواناخواتو، ولاية خاليسكو             |                                                                                      |
| 8  | ريو غراندي دي سانتياغو                        | المحيط الهادئ 21°38′00″N 105°26′43″W / 21.63333°N 105.44528°W    | 562كم 349 ميل     | 76٬416كم2 29,504 ميل2       | 7٬849;x;106؛ م3 2.772;x;1011 قدم3    | ولاية خاليسكو، ولاية ناياريت                                                          | A muddy river winds along the bottom of a deep canyon.                               |
| 9  | نهر فوويرتي                                   | خليج كاليفورنيا 25°48′00″N 109°25′00″W / 25.80000°N 109.41667°W  | 540كم 336 ميل     | 33٬590كم2 12,970 ميل2       | 5٬176;x;106؛ م3 1.828;x;1011 قدم3    | ولاية سينالوا                                                                         |                                                                                      |
| 10 | نهر بانوكو                                    | خليج المكسيك 22°16′00″N 97°47′00″W / 22.26667°N 97.78333°W       | 510كم 317 ميل     | 84٬956كم2 32,802 ميل2       | 20٬330;x;106؛ م3 7.18;x;1011 قدم3    | ولاية فيراكروز                                                                        |                                                                                      |
| 11 | نهر كونتشوس                                   | ريو غراندي 25°07′00″N 98°32′00″W / 25.11667°N 98.53333°W         | 485كم 301 ميل     | 68٬386كم2 26,404 ميل2       | 2٬714;x;106؛ م3 9.58;x;1010 قدم3     | ولاية شيواوا                                                                          |                                                                                      |
| 12 | نهر سونورا                                    | خليج كاليفورنيا 28°47′06″N 111°55′11″W / 28.78500°N 111.91972°W  | 421كم 262 ميل     | 27٬740كم2 10,710 ميل2       | 408;x;106؛ م3 1.44;x;1010 قدم3       | ولاية سونورا                                                                          |                                                                                      |
| 13 | نهر سوتو لا مارينا                            | خليج المكسيك 23°45′56″N 97°44′13″W / 23.76556°N 97.73694°W       | 416كم 258كم       | 21٬183كم2 8,179 ميل2        | 2٬086;x;106؛ م3 7.37;x;1010 قدم3     | ولاية تاماوليباس                                                                      |                                                                                      |
| 14 | Yaqui River                                   | خليج كاليفورنيا 27°39′17″N 110°37′26″W / 27.65472°N 110.62389°W  | 410كم 255 ميل     | 72٬540كم2 28,010 ميل2       | 3٬163;x;106؛ م3 1.117;x;1011 قدم3    | ولاية سونورا                                                                          | Yaqui River - Sonora, Mexico                                                         |
| 15 | نهر سينالوا                                   | خليج كاليفورنيا 25°16′51″N 108°29′43″W / 25.28083°N 108.49528°W  | 400كم 249 ميل     | 12٬260كم2 4,730 ميل2        | 2٬126;x;106؛ م3 7.51;x;1010 قدم3     | ولاية سينالوا                                                                         |                                                                                      |
| 16 | نهر سان فرناندو                               | خليج المكسيك 24°55′00″N 97°40′00″W / 24.91667°N 97.66667°W       | 400كم 249 ميل     | 17٬744كم2 6,851 ميل2        | 1٬545;x;106؛ م3 5.46;x;1010 قدم3     | ولاية تاماوليباس                                                                      |                                                                                      |
| 17 | نهر مايو                                      | خليج كاليفورنيا 26°45′00″N 109°47′00″W / 26.75000°N 109.78333°W  | 386كم 240 ميل     | 15٬113كم2 5,835 ميل2        | 1٬232;x;106؛ م3 4.35;x;1010 قدم3     | ولاية شيواوا، ولاية سونورا                                                            |                                                                                      |
| 18 | نهر تيكولوتلا                                 | خليج المكسيك 20°29′00″N 97°00′00″W / 20.48333°N 97.00000°W       | 375كم 233 ميل     | 7٬903كم2 3,051 ميل2         | 6٬095;x;106؛ م3 2.152;x;1011 قدم3    | ولاية فيراكروز                                                                        |                                                                                      |
| 19 | نهر جامابا                                    | خليج المكسيك 19°02′00″N 96°08′00″W / 19.03333°N 96.13333°W       | 368كم 229 ميل     | 4٬061كم2 1,568 ميل2         | 2٬563;x;106؛ م3 9.05;x;1010 قدم3     | ولاية فيراكروز                                                                        | A small calm river curves between banks covered in dense green foliage.              |
| 20 | نهر بابالوابان                                | خليج المكسيك 18°42′00″N 95°38′00″W / 18.70000°N 95.63333°W       | 354كم 220 ميل     | 46٬517كم2 17,960 ميل2       | 44٬662;x;106؛ م3 1.5772;x;1012 قدم3  | ولاية واهاكا، ولاية فيراكروز                                                          | A ميلddle-sized river flows placidly between banks covered in vegetation.            |
| 21 | نهر فيردي                                     | المحيط الهادئ 16°25′23″N 94°52′56″W / 16.42306°N 94.88222°W      | 342كم 213 ميل     | 5٬937كم2 2,292 ميل2         | 5٬937;x;106؛ م3 2.097;x;1011 قدم3    | ولاية واهاكا                                                                          |                                                                                      |
| 22 | نهر كونسيبسيون                                | خليج كاليفورنيا 30°32′00″N 113°02′00″W / 30.53333°N 113.03333°W  | 335كم 208 ميل     | 25٬808كم2 9,965;2           | 123;x;106؛ م3 4.3;x;109 قدم3         | ولاية سونورا                                                                          |                                                                                      |
| 23 | Coatzacoalcos River                           | خليج المكسيك 18°09′00″N 94°24′00″W / 18.15000°N 94.40000°W       | 325كم 202 ميل     | 17٬369كم2 6,706 ميل2        | 28٬093;x;106؛ م3 9.921;x;1011 قدم3   | ولاية واهاكا، ولاية فيراكروز                                                          |                                                                                      |
| 24 | نهر سان لورينزو                               | خليج كاليفورنيا 28°24′00″N 110°19′00″W / 28.40000°N 110.31667°W  | 315كم 196 ميل     | 8٬919كم2 3,444 ميل2         | 1٬680;x;106؛ م3 5.9;x;1010 قدم3      | ولاية دورانغو، ولاية سينالوا                                                          |                                                                                      |
| 25 | Sonoyta River                                 | خليج كاليفورنيا 31°16′00″N 113°19′00″W / 31.26667°N 113.31667°W  | 311كم 193 ميل     | 7٬653كم2 2,955 ميل2         | 16;x;106؛ م3 570;x;106 قدم3          | ولاية سونورا                                                                          |                                                                                      |
| 26 | نهر سان بيدرو                                 | المحيط الهادئ 21°43′41″N 105°29′30″W / 21.72806°N 105.49167°W    | 255كم 158 ميل     | 26٬480كم2 10,220 ميل2       | 3٬417;x;106؛ م3 1.207;x;1011 قدم3    | ولاية دورانغو، ولاية ناياريت                                                          |                                                                                      |